# Pink Panther und die Zauberformel
Pink Panther und die Zauberformel ist ein 1998 veröffentlichtes Point-and-Click-Adventure und der Nachfolger von Pink Panthers gefährliche Mission. Die Hauptfigur ist erneut Paulchen Panther, das Spiel wird erneut mittels der Maus gesteuert.

## Handlung
Paulchen Panther hat inzwischen seine Tätigkeit als Geheimagent aufgegeben und ist Handelsvertreter geworden. Eines Abends begibt er sich zu einer Villa, um dort ein Nachschlagewerk an den Mann zu bringen. Bei den Besitzern des Hauses handelt es sich um ein Zahnmediziner, die vor allem mit Zahnersatz reich geworden sind. Deren Sohn Nathan allerdings übt sich allerdings in der Zauberei. Das Wissen und die Ausrüstung dafür hat er von dem Zauberer Strangeblood, dessen Behausung abgeschieden in der Nähe der Villa liegt. Immer, wenn dieser außer Haus war, hatte sich Nathan dorthin begeben und sich einige Sachen ungefragt ausgeliehen. Als Paulchen in der Villa vorsprechen will, ist dort gerade zwecks einer anstehenden Versteigerung von Prominenten-Zähnen eine kleine Abendgesellschaft zusammengekommen. Durch einen Unfall wird ein Mädchen namens Violet von Nathan in einen hässlichen Wombat verwandelt. Da Nathan nicht weiß, wie er die Lage wieder bereinigen soll, bittet er den zufällig anwesenden Paulchen um Hilfe. Als Druckmittel spricht er einen Fluch aus und verhext dessen Nachschlagewerk: Erst wenn Violet wieder zurückverwandelt wurde, wird auch der Fluch aufgelöst. Paulchen macht sich daraufhin auf den Weg zu Strangebloods Hütte. Als er das dort befindliche Buch mit allen Zaubersprüchen mitnehmen will, wird er vom heimkehrenden Meister jedoch überrascht. Mit dessen Haustier, einem kleinen Schwarzen Loch kann Paulchen jedoch entkommen und fortan damit an verschiedene Orte reisen. In Sibirien und Palästina besorgt er die Zutaten für ein Gegengift, allerdings isst Violet anschließend einen von Nathan geschaffenen vergifteten Apfel und fällt in einen komähnlichen Zustand. In Indonesien und Kenia besorgt Paulchen daraufhin weitere Zutaten, um sie wieder zum Leben zu erwecken. Bei der Herstellung des Tranks geht jedoch etwas schief, denn ein Wesen namens Echidna hat nun Besitz von dem Mädchen ergriffen. Da es sich hierbei um ein Wesen aus der griechischen Mythologie handelt, reist Paulchen zum Olymp, um Hilfe bei den griechischen Göttern zu suchen. Poseidon selbst reist mit Paulchen zurück, Echidna hört jedoch nicht auf diesen. Plötzlich erscheint der Magier Strangeblood im Raum und beendet das Treiben. Er offenbart, dass er von Nathan durchaus viel hält und dessen Fortschritte genau beobachtet hat, ihm ab und an auch heimlich geholfen hatte. Dem Jungen bietet er auch an, bei ihm in die Lehre zu gehen. Paulchen, dessen Buch inzwischen wieder vollständig ist, bleibt alleine zurück und meint, zwar habe er nicht gedacht, dass man als Handelsvertreter so viel herumreisen muss, aber wenigstens habe er viele interessante Sachen erlebt.

## Lerninhalt
Im Gegensatz zum Vorgänger ist die Funktion, mit der rechten Maustaste gesprochene Informationen zu Gegenständen im Spiel zu erhalten, nicht mehr vorhanden. Wieder gibt es mit dem „Buch des Wissens“ eine Möglichkeit für jüngere Spieler, sich ausgiebig über die verschiedenen Länder, deren Geschichte und Kultur zu informieren.
Wieder finden sich im sehr humorvoll ausgefallenen Spiel manche kritische Themen, etwa die Auswirkungen von Atombombentests, die Jagd nach Haifischflossen in Indonesien oder die anhaltenden Folgen der Kolonialisierung in Afrika.
Der Griechenland-Spielabschnitt beschäftigt sich mit der griechischen Mythologie.

## Technik
Wie auch im Vorgänger kann zwar das Spiel auf allen Windows-Versionen abgespielt werden, die CD-ROM kann aber nur von 32-Bit-Systemen gelesen werden.
Man steuert Paulchen wie im Vorgänger. Anstatt wie in den meisten anderen Point-and-Click-Spielen direkt zu der angeklickten Stelle zu gehen, läuft Pink nur an vorbestimmte Ziele, die bestimmte Ereignisse hervorrufen.
Während in „Pink Panthers gefährliche Mission“ ein Ort nach dem anderen bereist wurde, hat sich das Spielprinzip nun leicht geändert: Durch das mitgeführte Schwarze Loch ist es Paulchen möglich, jederzeit zwischen der Villa und jeweils zwei exotischen Orten herumzureisen. Lediglich beim letzten Spielabschnitt, der ihn nach Griechenland führt, gibt es keinen weiteren Erdteil zur Auswahl. Oft werden Gegenstände eines Ortes für einen anderen benötigt.

## Rezeption
Das deutsche Spielemagazin PC Player lobte die „brillant übersetzten“ Wortspiele, sowie die Musik, kritisierte allerdings die im Vergleich zum Vorgänger kaum weiterentwickelte Grafik, die geringe Komplexität der Rätsel und die kurze Spieldauer.